# Commissaire Bancroft
Pour les articles homonymes, voir Bancroft.
 (octobre 2020).
Commissaire Bancroft (Bancroft) est une série télévisée britannique en huit épisodes de 50 minutes, créée par Kate Brooke et diffusée entre le 11 décembre 2017 et le 3 janvier 2020 sur ITV.
La première saison est diffusée en France le 31 janvier 2018 sur C8, et en Belgique,  les 16 et 23 juin 2018 sur La Une.

## Synopsis
Le commissaire Elizabeth Bancroft découvre que sa collègue lieutenant, Katherine Stevens, a reçu un dossier à résoudre sur qui a vraiment tué Laura Fraser en 1990. L'enquête renvoie au passé sombre de Bancroft.

## Distribution

### Principale
- Sarah Parish : commissaire Elizabeth Bancroft
- Adam Long (en) : Joe Bancroft
- Adrian Edmondson : superintendant Clifford Walker
- Lee Boardman (en) : inspecteur George Morris
- Charles Babalola (en) : sergent Andy Bevan
- Ryan McKen : Danesh Kamara
- Shameem Ahmad : Naila Kamara

### Saison 1 (2017)
- Faye Marsay : lieutenant Katherine Stevens
- Amara Karan : Anya Karim
- Art Malik : superintendent Alan Taheeri
- Linus Roache : Tim Fraser
- Lily Sacofsky : Laura Fraser
- Anjli Mohindra : Zaheera Kamara

### Saison 2 (2020)
- David Avery (en) : superintendent Jake Harper
- Jacqueline Boatswain (en) : cheffe Frances Holland
- James Quinn : sergent Richard Potter
- Yemisi Oyinloye : détective Sally Reed
- Charlotte Hope : Annabel Connors

## Épisodes

### Première saison (2017)
Cette première saison de quatre épisodes, sans titres, a été diffusée du 11 au 14 décembre 2017.

### Deuxième saison (2020)
Cette deuxième saison de quatre épisodes, sans titres, a été diffusée à partir du 1er au 3 janvier 2020.